# Braća (televizijska serija)
Braća je televizijska humoristična serija, koju prenosi američka televizija Fox od 25. rujna 2009. do 27. prosinca 2009. Neko vrijeme se prikazivala petkom u 20h, pa početkom jesenjskog programa nedjeljom u 19h. 

## Radnja
Serija prati život dva brata Mikea i Chilla Trainor, njihove roditelje Adele i Coacha Trainor. Mikea je bivši igrač NFL-a, a Chill je invalid i vodi restoran.

## Uloge
- Michael "Mike" Trainor ( Michael Strahan )
- Chill Trainor ( Daryl Mitchell )
- Adele Trainor ( CCH Pounder )
- Coach Trainor ( Carl Weathers )

## Popis epizoda

### Sezona 1
| Ep. u seriji | Naziv epizode                         | Datum emitiranja    |
| --- | ------------------------------------- | ------------------- |
| 1. | "Pilot"                               | 25. rujna 2009.     |
| Nakon što ga majka nazove da mu kaže da je njegov otac Trener doživio moždani udar, tek umirovljena zvijezda američkog nogometa Mike Trainor kreće kući u Houston, Texas, pomoći mu. Njegov brat Chill, kada ga sretne na aerodromu, opet će optužiti Mikea da se uvijek ponaša kao da on zna što je najbolje i da pokušava kontrolirati svaku situaciju. No kada ga i majka i otac zamole da se napokon pokuša slagati s bratom, Mike pristaje promovirati Chillov restoran, steak house Trainor. Mike će održati obećanje i pojaviti se u bratovu restoranu te će tako privući mnogo gostiju, no Chill će ga zamoliti da ode. Kada ode, svi će gosti izaći za njime. Chill će reći da restoran ne treba njegovu pomoć i da krivi Mikea za prometnu nesreću zbog koje je postao invalid. Nakon posljednje svađe s bratom Mike se sprema za povratak kući u New York. No nakon još jedne svađe među braćom mama će im otkriti da restoran propada, ali i da je Mike ostao bez novca zbog pokvarena financijskog savjetnika. Nakon što im prizna da je izmislila Trenerov moždani udar da bi spojila posvađanu braću, Mike i Chill napokon će pristati raditi zajedno kao obitelj. |                                       |                     |
| 2. | "House Rules – Anniversary"           | 25. rujna 2009.     |
| Nakon svađe s ljutitim Mikeom Tysonom Mike i Chill zaboravit će financijske probleme svoga restorana kada im majka najavi posjet tete Cynthije i njezina drugog muža bijelca, Lennyja. Iako će ta vijest uzrujati Trenera koji tvrdi da je Lenny rasist, Adele inzistira da se on i dečki lijepo ponašaju. |                                       |                     |
| 3. | "Mom at the Bar – Train Buddy"        | 2. listopada 2009.  |
| Uoči svoje godišnjice braka Adele će se šokirati kada sazna da je Mike pozvao ljupku damu koju je upoznao na bowlingu da provede noć kod njega. Iako Trenera ne uzrujava previše pomisao na sina i polugolu ženu, Chill se bar pretvara da je na Adelinoj strani kada ona to proglasi nepoštovanjem. No, odlučujući pronaći dobru stranu tog incidenta, Adele jasno izjavljuje da Mike i Chill ne smiju dovoditi goste da prenoće kod njih. Prije nego što Monici pokaže gdje su vrata, inzistira i na tome da dečki počnu pomagati s kućanskim poslovima. |                                       |                     |
| 4. | "Snoop – Fat Kid"                     | 9. listopada 2009.  |
| Nakon teška poraza njegova studentskog tima američkog nogometa, Trener je neutješan, a Adele zabrinuta. Iako je Mike sumnjičav u vezi s radom s bratom u ulozi drugoga pomoćnog trenera, ne može odoljeti tomu da pristane, osobito nakon što ga majka prisili na to. Za to vrijeme, kada posao bude trebao dodatni poticaj, Chill će zaposliti prelijepu i naoko nevinu Annette a da je uopće ne provjeri te će prisiliti Mikea da se koristi svojim statusom poznate osobe za privlačenje novih gostiju. No kada se ne pojavi gotovo nitko, Mike će za to okriviti Chilla. |                                       |                     |
| 5. | "Lenny"                               | 11. listopada 2009. |
| Sportski agent Louie Morris dolazi u Houston ponuditi Mikeu da se vrati u svoj stari tim na još jednu sezonu. No postoji kvaka – na raspolaganju su mu samo dva tjedna da se pripremi za testiranje tjelesne spremnosti. Plašeći se da bi joj se sin mogao ozlijediti, Adele je apsolutno protiv njegova povratka na teren. No obzirom na to da Mikeu nedostaje njegov stari način života – kao i novac koji je išao uz taj životni stil – on odluči angažirati Trenera i Chilla da mu pomognu da se vrati u formu. |                                       |                     |
| 6. | "Commercial – Coach DMV"              | 18. listopada 2009. |
| Nakon što Mikeovo i Chillovo neprestano svađanje u manje od mjesec dana otjera petoga konobara iz restorana, Trener im predloži da umjesto konobara zaposle majku. I dok je Chill uvjeren da je to loša ideja, a kao argumente u prilog svojoj tvrdnji iznese mnoga sjećanja iz djetinjstva, Mike se ne složi i odluči zaposliti Adele. Unatoč činjenici da se Adelina prisutnost pozitivno odražava na poslovanje, Mike i Chill ubrzo shvate da im je vrlo teško koristiti restoran za upoznavanje žena sad kad im je majka u blizini. |                                       |                     |
| 7. | "Meet Mike Trainor – Assistant Coach" | 23. listopada 2009. |
| Vidjevši da je Mike u financijskom škripcu i očajan u nastojanju da povrati novac koji mu je ukrao njegov poslovni menadžer, Chill predlaže da se obrate rođaku Kennyju Trainoru, bivšem zatvoreniku koji je postao odvjetnik te se sada specijalizirao za povrat dugova. Iako su i on i majka neodlučni u pogledu angažiranja osuđenog zločinca s klimavim kvalifikacijama, Mike shvaća da je Kenny jedini odvjetnik kojeg si može priuštiti. Nakon što pristane prihvatiti taj predmet za 40 posto iznosa koji povrati, Kenny uspije pronaći računovođu koji je u međuvremenu završio u zatvoru te mu on otkriva da je Mikeov menadžer skrio novac u nešto po imenu LFK, Inc. |                                       |                     |
| 8. | "Mike's Comeback"                     | 8. studenoga 2009.  |
| Čini se da bi se Mikeova situacija, kao i stanje na bankovnom računu, napokon mogla popraviti nakon što mu njegov agent Louie ponudi pokusno snimanje za mjesto TV-komentatora utakmica profesionalnog nogometa u sportskoj emisiji, kao i audiciju za snimanje TV-reklame proizvođača keksa. No i za jednu i za drugu ponudu postoje određeni uvjeti. Prvo, mjesto komentatora uključuje suradnju s Anthonijem Lavinom Carterom, starim neprijateljem s terena zbog kojeg je Mike i završio u bolnici tijekom svoje prve sezone. |                                       |                     |
| 9. | "Week in Chair"                       | 22. studenoga 2009. |
| Prilikom obiteljske kartaške partije Mikeovi bezosjećajni komentari na račun bratova invaliditeta dovedu do toga da on i Chill sklope okladu: ukoliko Mike izdrži cijeli tjedan u invalidskim kolicima, Chill pristaje punih mjesec dana prepustiti Mikeu slobodne vikende te ostajati dokasno u restoranu zbog zatvaranja. No ako Mikeu to ne uspije, mora se odreći svog prstena s finalne utakmice nacionalnog nogometnog prvenstva (Super Bowl). I dok njegov prvi dan u kolicima tek počinje, Mike izjavljuje da će tjedan dana u kolicima biti mačji kašalj – sve dok se ne nađe u situaciji da mora obući hlače sjedećke. |                                       |                     |
| 10. | "Snoop Returns"                       | 13. prosinca 2009.  |
| Nakon što ga je Kenny uspio izvući iz zatvora, Trenerov brat Maurice želi posjetiti Trainore. Iako se Adele strašno protivi toj ideji, Trener silom želi pomoći starijem bratu i uvjerava je da će njegovo ponašanje biti besprijekorno, unatoč njegovoj kriminalnoj prošlosti. Međutim Adele zahtijeva da Maurice ode nakon što se unatoč sigurnosnom sustavu i alarmu uspije neopaženo ušuljati u kuću. U međuvremenu, Mike se okladi s Chillom da će mu uspjeti izvesti novu pametnu konobaricu Kathleen na spoj. |                                       |                     |
| 11. | "Christmas"                           | 13. prosinca 2009.  |
| Kada se u „Trainor'su“ pojavi Meg Hutchinson, novinarka za poznati i vrlo čitani list PSEN, s namjerom da napravi intervju o planovima za budućnost najnovijeg člana dvorane slavnih, Mike ne može biti zadovoljniji. Odlučan da to iskoristi kao odskočnu dasku za glumačku karijeru, počinje se napadno udvarati Meg. No dok se sve o čemu Mike želi razgovarati okreće oko njegovih uspjeha na terenu, Meg više zanima osobnija strana priče. |                                       |                     |
| 12. | "Girls, Girls, Girls"                 | 27. prosinca 2009.  |
| Adele je uzbuđena što će Mike prvi put nakon mnogo godina blagdane provesti kod kuće. Budući da im posao s restoranom u zadnje vrijeme ide prilično loše, „Trainor's“ će morati biti otvoren na sam Božić. Da ne bi razočarali majku, Mike i Chill dogovore se da će podijeliti vrijeme koje će svaki od njih provesti u restoranu i kod kuće na sam blagdan. I dok započinju sa slavljem, Adele i Trenera iznenađuje dolazak Adelina šogora Lennyja koji im otkriva da ga je supruga Cynthia napustila jer je zaboravio na plan da je odvede u Meksiko za godišnjicu braka. |                                       |                     |
| 13. | "Follow the Story"                    | 27. prosinca 2009.  |
| Unatoč Chillovu ustrajnom protivljenju majčinoj ideji i dugoj povijesti propalih pokušaja koje navodi u obranu svog stava, Adele ustraje u tome da on prihvati spoj na slijepo s Jenny Slater, socijalnom radnicom koju ona poznaje iz škole. Međutim kad se Jenny pojavi u restoranu gdje je dogovoren njihov sastanak, Chill je oduševljen njezinim izgledom i smislom za humor, a iznenadi se kad otkrije da je ona, kao i on, u invalidskim kolicima. |                                       |                     |

## DVD izdanje
| Naslov DVD-a        | Datum objave     | Broj epizoda |
| ------------------- | ---------------- | ------------ |
| The Complete Series | 3. travnja 2012. | 13           |

## Vanjske poveznice
- Braća na IMDb-u
- Braća  Arhivirana inačica izvorne stranice od 14. kolovoza 2012. (Wayback Machine) na TV.com